# Krapje, Ljutomer
Krapje je naselje v Občini Ljutomer.